# Fleury-la-Rivière
Fleury-la-Rivière è un comune francese di 506 abitanti situato nel dipartimento della Marna nella regione del Grand Est.

## Società

### Evoluzione demografica
Abitanti censiti